# الكيت كات (حي)
الكيت كات هو أحد الأحياء الشعبية الواقعة في شمال الجيزة، ضمن نطاق مدينة الجيزة في منطقة القاهرة الكبرى. يُعد الحي من أبرز مناطق إمبابة، حيث يُشكل المدخل الرئيسي لها، ويضم عددًا من الميادين والمساجد المهمة، أبرزها جامع خالد بن الوليد. 
يقع شارع مراد وهو أحد الشوارع الحيوية في الحي خلف المسجد، والذي يضم مجموعة متنوعة من المحلات التجارية مثل محال الذهب، والمقاهي، والباعة، ويمتد حتى شارع الحرية ومساكن عزيز عزت. ومن بين الشوارع البارزة في الكيت كات أيضًا شارع السلام، الذي يتقاطع مع شارع مراد ويربط ميدان الكيت كات بمنطقة ترعة السواحل. ويحتضن ميدان الكيت كات معالم مهمة مثل نادي ناصر الرياضي، ومكتبة خالد بن الوليد، ومبنى وزارة الثقافة، بالإضافة إلى فرعي البنك الأهلي وبنك مصر.